# Anki
Anki是一個自由及開放原始碼的間隔重複學習軟體，主要用於製作和學習抽認卡。該軟體基於認知科學研究，利用間隔重複和主動回憶的原理來提高學習效率和長期記憶保持。「Anki」源自日語詞彙「暗記」（日语：／ Anki */?），意為記憶或背誦。
Anki由澳洲開發者Damien Elmes於2008年開發，目前已成為全球最受歡迎的間隔重複學習工具之一，擁有數百萬用戶。同樣基於間隔重複原理的軟體還有商業軟體SuperMemo和免費軟體Mnemosyne。

## 歷史
Anki的開發始於2006年，由Damien Elmes基於其在心理學和計算機科學方面的背景創建。最初的版本採用Qt框架開發，後來逐步演進為支援多平台的現代化應用程式。2008年10月5日，Anki正式發布第一個公開版本。
2012年，為了滿足移動學習的需求，Anki推出了Android和iOS版本。2013年，AnkiWeb雲端同步服務正式上線，使用戶能夠在不同設備間同步學習進度。

## 核心原理

### 間隔重複算法
Anki採用改進版的SuperMemo SM-2算法，該算法基於艾賓浩斯遺忘曲線理論。系統會根據用戶對每張卡片的回答質量，智能調整下次復習的時間間隔：
- Again（再來一次）：卡片將在短時間內再次出現
- Hard（困難）：適當縮短復習間隔
- Good（良好）：按標準間隔安排下次復習
- Easy（簡單）：延長復習間隔，降低復習頻率

### 主動回憶
不同於被動閱讀，Anki強調主動回憶，要求用戶在看到問題後主動思考答案，這種方式能夠更有效地加強記憶連結。

## 主要功能

### 卡片類型
Anki支援多種卡片類型：
- 基本卡片：傳統的問答格式
- 反向卡片：可以雙向測試的卡片
- 完形填空：填空題格式
- 圖像遮擋：用於醫學、地理等視覺學習

### 多媒體支援
記憶卡片採用HTML和CSS編寫，支持豐富的多媒體內容：
- 圖片（JPEG、PNG、GIF、SVG等格式）
- 音頻（MP3、FLAC、OGG等格式）
- 視頻（MP4、WebM等格式）
- LaTeX數學公式
- 程式碼語法高亮

### 統計分析
Anki提供詳細的學習統計資料：
- 每日學習時間和復習數量
- 記憶曲線和保持率分析
- 困難卡片識別
- 學習進度預測

### 附加元件
Anki擁有活躍的開發者社群，提供豐富的附加元件（Add-ons）：
| 元件代碼   | 功能描述     | 說明                                   |
| ---------- | ------------ | -------------------------------------- |
| 1496166067 | 夜間模式     | 將Anki界面轉換為深色主題，減少眼部疲勞 |
| 2055492159 | AnkiConnect  | 允許其他應用程式與Anki進行數據交換     |
| 874215009  | 進階瀏覽器   | 增強卡片瀏覽和編輯功能                 |
| 1771074083 | 圖像遮擋增強 | 改進圖像遮擋卡片的編輯體驗             |

### 夜間模式
為了保護用戶視力，特別是在夜間學習時，Anki提供了深色主題選項：
| 平台      | 設定方式                                                             |
| --------- | -------------------------------------------------------------------- |
| 桌面版    | 工具 → 偏好設定 → 基本 → "Show cards as white on black (night mode)" |
| Android版 | 側邊欄 → 夜間模式開關                                                |
| iOS版     | 設定 → 顯示 → 深色模式                                               |
| AnkiWeb   | 自動跟隨瀏覽器主題設定                                               |

### 共享牌組
儘管Anki鼓勵用戶自製牌組以獲得最佳學習效果，但平台提供了龐大的共享牌組資料庫，涵蓋：
- 語言學習：各國語言詞彙、語法、口語練習
- 醫學：解剖學、藥理學、臨床知識
- 科學：物理、化學、生物、數學公式
- 人文：歷史、地理、文學、藝術
- 專業認證：各類專業考試準備

熱門的共享牌組包括：
- 日語學習者廣泛使用的「Core 2000/6000/10000」詞彙牌組
- 醫學生必備的「Anking」醫學綜合牌組
- 語言學習的「頻率詞彙」系列牌組

## 平台支援

### 桌面版
- Windows：支援Windows 7及以上版本
- macOS：支援macOS 10.13及以上版本
- Linux：支援主流發行版，提供AppImage和原始碼編譯
- FreeBSD：透過ports系統安裝

### 移動版
- AnkiDroid（Android）：完全免費的開源應用
- AnkiMobile（iOS）：付費應用，收入用於支持Anki開發

### 雲端服務
AnkiWeb：免費的雲端同步服務，支援基本的線上學習功能

## 使用場景

### 語言學習
Anki在語言學習領域應用最為廣泛，特別適合：
- 詞彙記憶和複習
- 語法規則學習
- 聽力和發音練習
- 文字和語音的雙向記憶

### 醫學教育
醫學院學生廣泛使用Anki進行：
- 解剖結構記憶
- 疾病症狀和治療方案
- 藥物機制和副作用
- 醫學影像識別

### 學術研究
研究生和學者使用Anki：
- 專業術語和概念記憶
- 研究方法和統計知識
- 文獻引用和重要發現
- 跨學科知識整合

## 優勢與限制

### 主要優勢
- 科學的間隔重複算法，提高記憶效率
- 跨平台同步，隨時隨地學習
- 高度可客製化，適應不同學習需求
- 活躍的社群和豐富的附加功能
- 開源且大部分功能免費使用

### 使用限制
- 學習曲線較陡峭，新手需要時間適應
- 過度依賴可能影響深度思考能力
- 製作高質量卡片需要投入時間
- iOS版本需要付費購買

## 競爭對手
在間隔重複學習軟體市場中，Anki的主要競爭對手包括：
- SuperMemo：間隔重複算法的鼻祖，功能強大但介面較為複雜
- Quizlet：使用者友善但算法較簡單的學習工具
- Memrise：結合遊戲化元素的語言學習平台
- Mnemosyne：另一個開源的間隔重複軟體

## 社群與生態系統
Anki擁有活躍的全球使用者社群：
- Reddit：r/Anki是主要的討論社群
- AnkiWeb論壇：官方支援和討論平台
- GitHub：開源貢獻和問題回報
- YouTube：豐富的教學影片和使用技巧

## 外部連結
- 官方网站（页面存档备份，存于）
- Anki英文用户手册（页面存档备份，存于）
- Anki簡體中文用户手册（页面存档备份，存于）